# 재꽃
"재꽃"은  2017년에 개봉한 대한민국의 영화이다.

## 캐스팅
- 정하담 : 하담 역
- 장해금 : 해별 역
- 정은경 : 삼순 역
- 박명훈 : 명호 역
- 박현영 : 진경 역
- 김태희 : 철기 역